# غويلرمو غوتيريز (عداء سريع)
غويلرمو غوتيريز (بالإسبانية: Guillermo Gutiérrez) هو عداء سريع فنزويلي، ولد في 3 مايو 1927.

## وصلات خارجية
- غويلرمو غوتيريز على موقع أوليمبيديا (الإنجليزية)